# Marshall County (Mississippi)
Das Marshall County ist ein County im US-amerikanischen Bundesstaat Mississippi. Im Jahr 2020 hatte das County 33.752 Einwohner und eine Bevölkerungsdichte von 18,5 Einwohnern pro Quadratkilometer. Der Verwaltungssitz (County Seat) ist Holly Springs.
Das Marshall County ist Bestandteil der Metropolregion Memphis.

## Geografie
Das County liegt im Norden von Mississippi, grenzt an Tennessee und hat eine Fläche von 1838 Quadratkilometern, wovon neun Quadratkilometer Wasserfläche sind. Es grenzt an folgende Nachbarcountys:
| Shelby County (Tennessee) | Fayette County (Tennessee) |               |
| DeSoto County             |                            | Benton County |
| Tate County               | Lafayette County           | Union County  |

## Geschichte

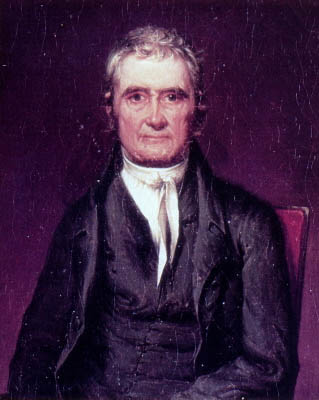
J. Marshall

Das Marshall County wurde am 9. Februar 1836 aus Land der Chickasaw gebildet. Benannt wurde es nach John Marshall, einem US-amerikanischen Politiker, Außenminister, Gründer des Constitutional Law und Vorsitzender Richter am Obersten Gerichtshof der Vereinigten Staaten (Supreme Court of the United States).

## Demografische Daten
Nach der Volkszählung im Jahr 2010 lebten im Marshall County 37.144 Menschen in 12.738 Haushalten. Die Bevölkerungsdichte betrug 20,3 Einwohner pro Quadratkilometer. In den 12.738 Haushalten lebten statistisch je 2,77 Personen.
Ethnisch betrachtet setzte sich die Bevölkerung zusammen aus 51,4 Prozent Weißen, 47,3 Prozent Afroamerikanern, 0,3 Prozent amerikanischen Ureinwohnern, 0,3 Prozent Asiaten sowie aus anderen ethnischen Gruppen; 0,8 Prozent stammten von zwei oder mehr Ethnien ab. Unabhängig von der ethnischen Zugehörigkeit waren 3,3 Prozent der Bevölkerung spanischer oder lateinamerikanischer Abstammung.
23,0 Prozent der Bevölkerung waren unter 18 Jahre alt, 63,7 Prozent waren zwischen 18 und 64 und 13,3 Prozent waren 65 Jahre oder älter. 50,7 Prozent der Bevölkerung war weiblich.

Das jährliche Durchschnittseinkommen eines Haushalts lag bei 34.183 USD. Das Pro-Kopf-Einkommen betrug 16.825 USD. 21,8 Prozent der Einwohner lebten unterhalb der Armutsgrenze.

## Ortschaften im Marshall County
City
- Holly Springs

Towns
- Byhalia
- Potts Camp

Unincorporated Communities
| - Bethlehem - Blackwater - Cornersville - Chulahoma - Hudsonville - Lake Center | - Laws Hill - Marianna - Mount Pleasant - Orion - Red Banks - Slayden | - Taska - Victoria - Wall Hill - Waterford - Watson |

## Gliederung
Das Marshall County ist in fünf durchnummerierte Distrikte eingeteilt:
| Distrikt | Einwohner (2010) | FIPS     |
| -------- | ---------------- | -------- |
| 1        | 7496             | 28-90423 |
| 2        | 7489             | 28-91161 |
| 3        | 7894             | 28-91899 |
| 4        | 7456             | 28-92637 |
| 5        | 6809             | 28-93375 |